# Mochlosoma russulum
Mochlosoma russulum là một loài ruồi trong họ Tachinidae.